# Maroondah City
Maroondah City is een Local Government Area (LGA) in Australië in de staat Victoria. Maroondah City telt 101.229 inwoners. De hoofdplaats is Ringwood.